# الثورة المجرية 1956
الثورة المجرية 1956، المعروفة أيضاً بالانتفاضة المجرية، كانت ثورة معادية للسوفيت في المجر دامت من 23 أكتوبر إلى 4 نوفمبر 1956. هيأت التغيرات السياسية بعد الستالينية في الإتحاد السوفيتي، والحركات القومية للأحزاب الاشتراكية في أوروبا الشرقية، والاضطراب الاجتماعي بسبب الأحوال الاقتصادية السيئة لعامة المجريين الظروف لظهور انتفاضة شعبية في أكتوبر/تشرين الأول عام 1956.
في عام 1945، أثناء الحرب العالمية الثانية، قدم الروس لتحرير المجر من النازيين، ولكن عندما سيطر الشيوعيون في عام 1949، أصبح التحرير هيمنة، وأصبحت الحكومة المجرية بالكامل تحت السيطرة السوفيتية. توفي القائد السوفيتي جوزيف ستالين قبل ثلاثة سنوات من ذلك؛ وفي مارس/آذار 1956، كان نيكيتا خروشوف ضد ستالين في كونغرس الحزب العشرين. بقيادة الطلاب والعمّال، بدأت الثورة المجرية التلقائية. شعر السوفييت بأنهم قد يفقدون السيطرة في المجر، لذا أرسلوا إليها دباباتهم وقواتهم. قاوم مقاتلو التحرير المجريين بشدة، ولكنهم انهزموا مع حلول 4 نوفمبر. في عام 1989 مع سقوط حائط برلين، انهار الاتحاد السوفيتي أخيراً. كانت الثورة المجرية من أول الأخطار الصريحة للنظام السوفيتي.
حينما ذهبت القوات السوفيتية إلى بودابست في 24 أكتوبر، حمل المجريون السلاح للدفاع عن النفس. رد إيمري ناج على النداءات المطالبة بإلقاء الأسلحة واستسلم بوعد من العفو. لكن الجماهير المجرية رفضت الثقة بناج. تظاهروا بأنهم لا يثقون بأحد سوى أنفسهم. في 25 أكتوبر بدأ العمال بإضراب عام.
خلال عدة أيام، تحشد كامل البلاد ضد البيروقراطية الحاكمة والقوات السوفيتية. بدأ العمال المجريون بتنظيم أنفسهم للمحافظة على النظام ولتوزيع المأكل والملبس. المجالس، وهي أجزاء من قوى العمال، كانت مشابهة لتلك التي بنيت من قبل العمال الروس في عام 1917. وقد أبدوا إصرارهم لانهاء الانتهاكات البيروقراطية، والامتيازات، وسوء الإدارة.
تبنى الدستور مجلس عمال بودابست الأعظم في 31 أكتوبر 1956، وهو يصور عمق هذا الكفاح لديمقراطية العمال. يذكر الدستور بأن «المصانع تعود للعمال». مهام مجلس العمال، كما اشترط الدستور، تضمنت التالي: «موافقة وتصديق كل المشاريع التي تتعلق بالاستثمار؛ وإقرار مستويات الأجر الأساسية والطرق التي تقام بها؛ وإقرار كل الأمور التي تتعلق بالعقود والائتمان الأجنبي؛ وتوظيف وإقالة العمال المستخدمين في المشروع؛ وفحص الميزانيات وإقرار استعمال الأرباح».
بخلاف مقولات الحركة الستالينية الدولية حول الثورة المجرية 1956، العمال المجريون لم يطلبوا إعادة الرأسماليين وعلاقات الملكية الرأسمالية. من بين آلاف القرارات التي تبنتها مجالس العمال، لا يوجد قرار يدعو إلى تجريد الجنسية للمصانع والمزارع. العمال المجريون رفضوا الستالينية وجميع الرموز البيروقراطية المشابهة. لكنهم لم يرفضوا جوهر البرنامج الاشتراكي: الرقابة السياسية والاقتصادية للطبقة العاملة تبدى خلال منظمتهم الرسمية الخاصة. منذ البداية حاول ناج خدمة البيروقراطية السوفيتية والعمال. ولكن انتهى به الأمر بعدم الرضاء من قبل الطرفين. نداءاته المتواصلة إلى العمال لنزع أسلحتهم لم تحظ بأي رد.
ولكن وضع القوة الثنائية التي ظهرت في البلاد لم تسمح بأية من التسويات. عندما أعلن ناج تحت الضغط الجماهير في 1 نوفمبر انحلال الحزب الستاليني الحاكم وحياد المجر من حلف وارسو، كان ذلك كثيراً على البيروقراطية السوفيتية.
في 4 نوفمبر، بدأ الهجوم الثاني على بودابست. ولكن هذا الوقت، سحبت البيروقراطية السوفيتية قواتها المستعملة في الهجوم الأول لأنهم أصبحوا «مصابين بروح التمرد» ولذا كانوا «عديمي الثقة». عوضاً عن ذلك، جلبت قوات سوفيتية جديدة للمواجهة النهائية.
حينما اقتربت الدبابات السوفيتية، استقالت معظم حكومة ناج. لجأ ناج ومؤيدوه إلى السفارة اليوغوسلافية. ترك ناج السفارة اليوغوسلافية بعدما أعطي تأمينات للعبور الآمن، ولكنه اعتقل من قبل الشرطة السرية وأعدم بعد سنتين بتهمة الخيانة العظمى.
لعدة أسابيع، قاوم العمال المجريون أسلحة القوات السوفيتية. نظمت مجالس العمال المقاومة وقامت بهجوم ناجح في 11 ديسمبر، ولكن قوة الدبابات السوفيتية والشرطة السرية اكتسحتا العمال المجريين في النهاية.

## المقدمات

### احتلال المجر بعد الحرب
مع اقتراب نهاية الحرب العالمية الثانية، احتل الجيش السوفيتي المجر، وأصبحت البلاد تحت نفوذ الاتحاد السوفيتي. بعد الحرب العالمية الثانية مباشرةً، أصبحت المجر دولةً ديمقراطية متعددة الأحزاب، وأسفرت انتخابات عام 1945 عن حكومة ائتلافية برئاسة رئيس الوزراء زولتان تيلدي. مع ذلك، تمتع الحزب الشيوعي المجري، وهو مجموعة ماركسية لينينية شاركت الحكومة السوفيتية بمعتقداتها الأيديولوجية، بامتيازات صغيرة بشكل مستمر في عملية تُعرف باسم تكتيكات السلامي، التي أوهنت نفوذ الحكومة المنتخبة، على الرغم من أنها حصلت على 17% فقط من الأصوات.
بعد انتخابات عام 1945، نُقل منصب وزارة الداخلية، الذي أشرفت على شرطة أمن الدولة المجرية (إيه في إتش)، من حزب أصحاب الحيازات الصغيرة المستقل إلى مرشح شيوعي. استخدمت إيه في إتش أساليب الترهيب والاتهامات المزورة والسجن والتعذيب لقمع المعارضة السياسية. انتهت فترة الديمقراطية متعددة الأحزاب عندما اندمج الحزب الشيوعي مع الحزب الديمقراطي الاجتماعي ليصبح حزب الشعب العامل المجري، الذي حافظ على مرشحيه دون معارضة في عام 1949. بعد ذلك، أُعلِن تشكيل جمهورية المجر الشعبية.
شرَع حزب الشعب العامل المجري في تحويل الاقتصاد إلى الاشتراكية من خلال القيام بتأميم راديكالي وفقًا للنموذج السوفيتي. كان الكتاب والصحفيون أول من أعرب صراحةً عن انتقاد الحكومة وسياساتها، ونشروا مقالات نقدية في عام 1955. بحلول 22 أكتوبر 1956، قام طلاب جامعة بودابست للتكنولوجيا والاقتصاد بإحياء اتحاد طلاب إم إي إف إي إس زي المحظور، ونظموا مظاهرة في 23 أكتوبر أدت إلى سلسلة من الأحداث التي قادت مباشرةً إلى الثورة.

### القمع السياسي والتدهور الاقتصادي
أصبحت المجر دولة اشتراكية تحت قيادة ماتياس راكوسي الاستبدادية. في ظل حكومة راكوسي، بدأت شرطة الأمن (إيه في إتش) سلسلةً من عمليات التطهير، داخل الحزب الشيوعي أولًا لتصفية معارضي سياسات راكوسي. وُصف الضحايا بأنهم «تيتويون» أي «عملاء غربيون» أو «تروتسكيون» لجرائم تراوحت بين أعمال تافهة مثل قضاء وقت في الغرب إلى المشاركة في الحرب الأهلية الإسبانية. إجمالًا، جرى تصفية نحو نصف مسؤولي الحزب من المستويات المتوسطة والمنخفضة، أي ما لا يقل عن 7000 شخص.
بين عامي 1950 و 1952، رحّلت شرطة الأمن قسرًا آلاف الأشخاص لتأمين ممتلكات ومساكن لأعضاء حزب الشعب العامل، ولإزالة تهديد طبقة المفكرين و«البرجوازية». اعتُقل الآلاف، وجرى تعذيبهم ومحاكمتهم وسجنهم في معسكرات الاعتقال، وترحيلهم إلى الشرق، أو إعدامهم، بما في ذلك مؤسس إيه في إتش لازلو راجك. في عام واحد، رُحل أكثر من 26000 شخص قسرًا من العاصمة بودابست. ونتيجة لذلك، كان من الصعب للغاية تأمين الوظائف والمساكن. عانى المُرحلون بشكل عام من ظروف معيشية سيئة واحتُجزوا كعبيد في مزارع جماعية. مات الكثيرون نتيجةً للظروف المعيشة السيئة وسوء التغذية.
قامت حكومة راكوسي بتسييس النظام التعليمي المجري بشكل كامل لاستبدال الطبقات المتعلمة بطبقة «المثقفين الكادحين». أصبحت دراسة اللغة الروسية والتعليم السياسي الشيوعي إلزاميين في المدارس والجامعات على الصعيد الوطني. تم تأميم المدارس الدينية واستبدال قادة الكنائس بالموالين للحكومة. في عام 1949، اعتقل زعيم الكنيسة الكاثوليكية المجرية، الكاردينال جوزيف ميندزنتي، وحُكم عليه بالسجن المؤبد بتهمة الخيانة. تحت حكم راكوسي، أصبحت المجر من بين أكثر الحكومات قمعًا في أوروبا.
خلال فترة ما بعد الحرب، عانى الاقتصاد المجري من تحديات متعددة. وافقت المجر على دفع تعويضات عن الحرب بقيمة 300 مليون دولار إلى الاتحاد السوفيتي وتشيكوسلوفاكيا ويوغوسلافيا ودعم الحاميات العسكرية السوفيتية. قدر البنك الوطني المجري في عام 1946 أن نسبة التعويضات تراوحت «بين 19 و 22% من الدخل القومي السنوي». في عام 1946، شهدت العملة المجرية انخفاضًا ملحوظًا، ما أدى إلى أعلى معدلات معروفة من التضخم المفرط. منعت مشاركة المجر في مجلس المساعدة الاقتصادية المتبادلة (كوميكون)، المدعوم من قبل الاتحاد السوفيتي، البلد من التجارة مع الغرب أو تلقي مساعدات مشروع مارشال.
بالإضافة إلى ذلك، بدأ راكوسي خطته الخمسية بالاعتماد على برنامج جوزيف ستالين الصناعي الذي يحمل نفس الاسم والذي سعى إلى زيادة الإنتاج الصناعي بنسبة 380%. مثل نظيره السوفيتي، لم تحقق الخطة أبدًا هذه الأهداف العجيبة، ويرجع ذلك جزئيًا إلى تصدير معظم الموارد الخام والتكنولوجيا في المجر إلى الاتحاد السوفيتي بالإضافة إلى عمليات تطهير الكثير من أفراد الطبقة المهنية السابقة. في الواقع، أضعفت الخطة الخمسية الهيكل الصناعي للمجر وتسببت في انخفاض الأجور الصناعية الحقيقية بنسبة 18% بين عامي 1949 و 1952.
على الرغم من ارتفاع نصيب الفرد من الدخل القومي في الثلث الأول من خمسينات القرن العشرين، انخفض مستوى المعيشة. خفضت اقتطاعات الدخل الضخمة، لتمويل الاستثمار الصناعي، الدخل القابل للتصرف؛ أدى سوء الإدارة إلى نقص مزمن في المواد الغذائية الأساسية ما أدى إلى تقنين أسعار الخبز والسكر والطحين واللحوم. أدت الاشتراكات الإجبارية في سندات الدولة إلى خفض الدخل الشخصي. كانت النتيجة النهائية هي انخفاض الدخل القابل للتصرف المتاح للعمال والموظفين في عام 1952 إلى ثلثي ما كان عليه في عام 1938، وفي عام 1949، كانت نسبة الانخفاض 90%. كان لهذه السياسات تأثير سلبي تراكمي زاد غضب الشعب مع نمو الديون الخارجية ومعاناة السكان من نقص السلع.

### الأحداث الدولية
توفي جوزيف ستالين في 5 مارس عام 1953، لتبدأ فترة من الليبرالية المعتدلة، مع تطوير معظم الأحزاب الشيوعية الأوروبية جناحًا إصلاحيًا. في المجر، أصبح الإصلاحي إيمري ناغ رئيس الوزراء بعد راكوسي «أفضل تلميذ مجري لستالين». ومع ذلك، ظل راكوسي أمينًا عامًا للحزب، وكان قادرًا على تقويض معظم إصلاحات ناغ. وبحلول أبريل عام 1955، حجب الثقة عن ناغ وعزله من منصبه.
أنشأ الاتحاد السوفيتي حلف وارسو في 14 مايو عام 1955، الذي ربط المجر بالاتحاد السوفيتي والدول التابعة له في وسط أوروبا وشرقها. وكان من بين مبادئ هذا التحالف «احترام استقلال الدول وسيادتها» و«عدم التدخل في شؤونها الداخلية».
في عام 1955، وقعت معاهدة الدولة النمساوية، وتلاها إعلان حياد النمسا، الذي جعل منها دولة منزوعة السلاح ومحايدة. أدى هذا إلى رفع آمال المجريين في أن يصبحوا أيضًا محايدين، وكان ناغ قد نظر في «إمكانية تبني المجر موقفًا محايدًا على النمط النمساوي».
بعد «الخطاب السري» الذي ألقاه خروتشوف في فبراير عام 1956، والذي ندد بستالين وأتباعه، عُزل راكوسي من منصب الأمين العام للحزب ليأتي إرنو جيرو خلفًا له في 18 يوليو عام 1956. بثت إذاعة أوروبا الحرة «الخطاب السري» في أوروبا الشرقية بناءً على نصيحة راي س. كلاين، الذي رآه كوسيلة بحسب قوله «مثلما أظن أنني أخبرت ألن دالس، (لتوجيه الاتهام إلى النظام السوفيتي كله)».
في يونيو عام 1956، أخمدت الحكومة البولندية انتفاضة عنيفة للعمال البولنديين في بوزنان، ما أسفر عن مقتل وجرح العشرات من المتظاهرين. واستجابة للمطلب الشعبي، عينت الحكومة الشيوعي الإصلاحي الذي أعيد تأهيله مؤخرًا فلاديسواف غوموكا كأمين أول لحزب العمال البولندي الموحد في أكتوبر عام 1956، مع تفويضه للتفاوض بشأن الامتيازات التجارية وخفض القوات مع الحكومة السوفيتية. بعد أيام قليلة من المفاوضات المتوترة، في 19 أكتوبر، استسلم السوفييت أخيرًا لمطالب غوموكا الإصلاحية. شجعت أخبار التنازلات التي فاز بها البولنديون، والمعروفة باسم أكتوبر البولندي، العديد من المجريين على الأمل في الحصول على تنازلات مماثلة للمجر، وهي مشاعر ساهمت بشكل كبير في المناخ السياسي المشحون للغاية الذي ساد المجر في النصف الثاني من أكتوبر عام 1956.
في سياق الحرب الباردة في ذلك الوقت، بحلول عام 1956، ظهر توتر أساسي في سياسة الولايات المتحدة تجاه المجر والكتلة الشرقية بشكل عام. كانت الولايات المتحدة تأمل في تشجيع الدول الأوروبية على الانفصال عن الكتلة من خلال جهودها الخاصة ولكنها أرادت تجنب مواجهة عسكرية بين الولايات المتحدة والاتحاد السوفيتي، لأن التصعيد قد يؤدي إلى حرب نووية. لهذه الأسباب، كان على صانعي السياسة الأمريكية التفكير في وسائل أخرى لتقليص النفوذ السوفيتي في أوروبا الشرقية، باستثناء سياسة التراجع. أدى ذلك إلى تطوير سياسات الاحتواء مثل الحرب الاقتصادية والنفسية، والعمليات السرية، وبعد ذلك، التفاوض مع الاتحاد السوفيتي بشأن وضع الدول الشرقية. وجادل نائب الرئيس ريتشارد نيكسون أمام مجلس الأمن القومي بأن ذلك سيخدم مصالح الولايات المتحدة إذا اشتعلت انتفاضة أخرى ضد الاتحاد السوفيتي مثلما حدث في بولندا، ما يوفر مصدرًا للدعاية المناهضة للشيوعية. ومع ذلك، في حين ادعى مدير وكالة المخابرات المركزية (سي أي إيه) ألن دالس أنه كان ينشئ شبكة واسعة في المجر، في ذلك الوقت لم يكن للوكالة محطة مجرية، ولم يكن هناك عملاء يتحدثون اللغة، وكانت الأصول المحلية فاسدة وغير موثوقة. وقد اعترف التاريخ السري للوكالة بأنه «لم يكن لدينا في أي وقت أي شيء يمكن أن يُفهم خطأً على أنه عملية استخبارات».
في صيف عام 1956، بدأت العلاقات بين المجر والولايات المتحدة بالتحسن. في ذلك الوقت، استجابت الولايات المتحدة بشكل إيجابي للغاية لمبادرات المجر حول توسيع محتمل للعلاقات التجارية الثنائية. كانت رغبة المجر في علاقات أفضل تُعزى جزئيًا إلى الوضع الاقتصادي الكارثي في البلاد. وقبل أن تحقق أي نتائج، جرى إبطاء وتيرة المفاوضات من قبل وزارة الشؤون الداخلية المجرية، التي كانت تخشى أن يؤدي تحسين العلاقات مع الغرب إلى إضعاف الحكم الشيوعي في المجر.

### تفاقم الاضطرابات الاجتماعية
شجعت استقالة راكوسي في يوليو عام 1956 الطلاب والكتاب والصحفيين على أن يكونوا أكثر نشاطًا وانتقادًا في مجال السياسة. بدأ الطلاب والصحفيون سلسلة من المنتديات الفكرية تبحث في المشاكل التي تواجه المجر. أصبحت هذه المنتديات، التي تسمى دوائر بيتوفي، ذات شعبية كبيرة وجذبت الآلاف من المشاركين. في 6 أكتوبر عام 1956، أعيد دفن لازلو راجك، الذي أعدم من قبل حكومة راكوسي، في احتفال مؤثر عزز معارضة الحزب.
في 13 أكتوبر عام 1956، قررت مجموعة صغيرة من 12 طالبًا من كليات مختلفة في سيجد، الذين التقوا متحمسين من أجل لعبة أو غيرها من وسائل الترفيه، وحينها قرروا رفض اتحاد الطلاب الشيوعي الرسمي (اتحاد الشباب العامل)، وأعاد طلاب الجامعات والأكاديمية المجرية إحياء إم إي إف إي إس زي، وهي منظمة طلابية ديمقراطية، كانت محظورة سابقًا في ظل ديكتاتورية راكوسي. ولكن لجعلها منتشرة على نطاق واسع، تركت المئات من الملاحظات المكتوبة بخط اليد في فصول دراسية مختلفة تشير إلى عقد اجتماع في 16 أكتوبر، في فصل دراسي محدد. لم يجري تحديد السبب حسب السلطات الشيوعية. وحضر المئات الاجتماع ورأسه أحد أساتذة القانون. في الاجتماع، أعيد تأسيس إم إي إف إي إس زي رسميًا، مع 20 بند من المطالبات - عشرة منها تتعلق بإعادة إنشاء إم إي إف إي إس زي، والعشرة الأخرى مطالب سياسية مباشرة - مثل انتخابات حرة، ورحيل القوات السوفيتية، وما إلى ذلك. في غضون أيام، حذت الهيئات الطلابية في مدن بيتش وميشكولتس وشوبرون حذوهم. وفي 22 أكتوبر، ذهب أحد طلاب القانون من الطلاب الإثني عشر الأصليين إلى بودابست للإعلان رسميًا عن إعادة إنشاء إم إي إف إي إس زي والمطالب المرتبطة بها لطلاب الجامعة التقنية. جُمعت قائمة جديدة من ستة عشر مطلبًا تحتوي على العديد من مطالب السياسة الوطنية. وبعد أن علم الطلاب أن اتحاد الكتاب المجريين خطط في اليوم التالي للتعبير عن تضامنه مع الحركات المؤيدة للإصلاح في بولندا من خلال وضع إكليل من الزهور على تمثال البطل البولندي المولد الجنرال يوسف زاكارياش بم، الذي كان أيضًا بطل الثورة المجرية عام 1848، وقرر الطلاب تنظيم مظاهرة موازية للتعاطف والوحدة.